# Type 42 (destroyer)
Pour les articles homonymes, voir Type 42.
Le type 42 ou classe Sheffield est une classe de destroyers lance-missiles légers utilisés par la Royal Navy et la marine argentine.

## Historique
Le premier navire de la classe a été ordonné en 1968 et lancé en 1971. Deux navires de la classe (Sheffield et Coventry) ont été coulés lors de la guerre des Malouines en 1982. La Royal Navy a utilisé cette classe de destroyer pendant 38 ans, entre 1975 et 2013. Seize navires auront été construits. La classe est conçue à la fin des années 1960 pour fournir à la Royal Navy une flotte de défense antiaérienne qui annule et remplace les destroyers de Type 82 en cours de construction, car plus légers et moins chers pour des capacités similaires à ces derniers.
Plus aucun navire de cette classe n'est actif dans la Royal Navy depuis 2012 et un seul subsiste dans la Marine argentine comme transport de troupes. La Royal Navy les a remplacés depuis par les destroyers Type 45.

## Programme de construction
La construction du Sheffield, navire-tête de cette classe, débute le 15 janvier 1970 pour être lancé le 10 juin 1971 et armé le 16 février 1975. Le programme de construction prit fin dix ans plus tard, le 17 décembre 1985, avec l'entrée en service du dernier navire de la classe, le HMS Edinburgh (D97). Seize navires auront été construits dont un en Argentine (voir liste plus bas).

## Liste des navires de classe
Royal Navy :
- Batch 1 :
  - HMS Sheffield (D80) (Pennant number : D80) (coulé le 4 mai 1982 pendant la guerre des Malouines)
  - HMS Birmingham (D86) (retiré du service le 31 décembre 1999 et vendu pour la ferraille en octobre 2000)
  - HMS Glasgow (D88) (retiré du service le 1er février 2005 et vendu pour la ferraille en décembre 2008)
  - HMS Newcastle (D87) (retiré du service le 1er février 2005 et vendu pour la ferraille en novembre 2008)
  - HMS Coventry (D118) (coulé le 25 mai 1982 pendant la guerre des Malouines))
  - HMS Cardiff (D108) (retiré du service le 14 juillet 2005 et vendu pour la ferraille en novembre 2008)
- Batch 2 :
  - HMS Exeter (D89) (retiré du service le 27 mai 2009 et vendu pour la ferraille en septembre 2011)
  - HMS Southampton (D90) (retiré du service le 12 février 2009 et vendu pour la ferraille en septembre 2011)
  - HMS Liverpool (D92) (retiré du service le 30 mars 2012)
  - HMS Nottingham (D91) (retiré du service le 11 février 2010 et vendu pour la ferraille en octobre 2011)
- Batch 3 :
  - HMS Manchester (D95) (retiré du service le 24 février 2011)
  - HMS York (D98) (retiré du service le 27 septembre 2012)
  - HMS Gloucester (D96) (retiré du service le 30 juin 2011)
  - HMS Edinburgh (D97) (retiré du service le 6 juin 2013)

 Marine argentine :
- Hércules (B-52) - Service actif
- ARA Santísima Trinidad (D-2) (en) (retiré du service en 2004 et coulé le 22 janvier 2013)

## Armement

### Armement d'origine
- D80
  - 1 système de missiles anti-aériens de 2 Sea Dart GWS30 (22 Sea Dart)
  - 1 canon de marine de 4,5 pouces Mark 8 (en)
  - 2 canons anti-aériens 20/70 Oerlikon Mk 7A
  - 1 hélicoptère Westland Lynx embarqué doté de quatre missiles anti-navires et deux torpilles anti-sous-marins.
- D86 à D90, D108 et 118
  - 1 système de missiles anti-aériens de 2 Sea Dart GWS30 (22 Sea Dart)
  - 1 canon de marine de 4,5 pouces Mark 8 (en)
  - 2 canons anti-aériens 20/70 Oerlikon Mk 7A
  - 2 x 3 tubes lance-torpilles de 324mm STWS 2 TT
  - 1 hélicoptère Westland Lynx embarqué doté de quatre missiles anti-navires et deux torpilles anti-sous-marins.
- D91 et D92, D95 à D98
  - 1 système de missiles anti-aériens de 2 Sea Dart GWS30 (22 Sea Dart)
  - 1 canon de marine de 4,5 pouces Mark 8 (en)
  - 2 x 2 canons anti-aériens de 30/70 GCM-A03 Oerlikon
  - 2 canons anti-aériens 20/90 GAM-B01
  - 2 canons anti-aériens 20/70 Oerlikon Mk 7A
  - 2 x 3 tubes lance-torpilles de 324mm STWS 2 TT
  - 1 hélicoptère Westland Lynx embarqué doté de quatre missiles anti-navires et deux torpilles anti-sous-marins.

### Modernisation de l'armement
- 1982 : HMS Birmingham (D86), Newcastle (D87), Glasgow (D88), Cardiff (D108), Exeter (D89), Southampton (D90): 2 x 2 canons anti-aériens 30/75 GCM-A03 Oerlikon et 2 canons 20/90 GAM-B01 Oerlikon
- Milieu des années 1980 : HMS Birmingham (D86), HMS Nottingham (D91): remplacement des 2 canons anti-aérien 20/70 par de 20/90 GAM-B01
- 1984-1989 : Newcastle (D87), Glasgow (D88), Cardiff (D108) : suppression des 2 canons 30/75, ajout de 2 x 6 20/76 Mk 15 Phalanx, de 2 DEC laser dazzlers et d'ADAWS-7 (Action Data Automation Weapons System Mk.7).
- 1987-1989 : Birmingham (D87): suppression des 2 canons 30/75, ajout de 2 x 6 20/76 Mk 15 Phalanx, de 2 DEC laser dazzlers et d' ADAWS-4 (Action Data Automation Weapons System Mk.7).
- 1987-1989 : Exeter (D89), Southampton (D90), Liverpool (D92), Nottingham (D91): suppression des 2 canons 30/75, ajout de 2 x 6 20/76 Mk 15 Phalanx et de 2 DEC laser dazzlers.

#### Argentine
- 4 lanceurs de missiles Exocet

## Refontes et modernisations
| Navire      | 1995–96          | 1996–97          | 1997–98          | 1998–99          | 1999–2000        | Référence |
| ----------- | ---------------- | ---------------- | ---------------- | ---------------- | ---------------- | --------- |
| Birmingham  | 32,28 millions £ | 16,92 millions £ | 17,38 millions £ | 13,38 millions £ | 10,39 millions £ | [ 1 ]     |
| Newcastle   | 32,60 millions £ | 31,60 millions £ | 18,57 millions £ | 13,90 millions £ | 13,73 millions £ | [ 1 ]     |
| Glasgow     | 14,70 millions £ | 29,47 millions £ | 26,36 millions £ | 13,61 millions £ | 12,65 millions £ | [ 1 ]     |
| Cardiff     | 19,86 millions £ | 41,2 millions £  | 28,86 millions £ | 13,20 millions £ | 17,87 millions £ | [ 1 ]     |
| Exeter      | 19,46 millions £ | 15,72 millions £ | 40,83 millions £ | 12,76 millions £ | 14,48 millions £ | [ 1 ]     |
| Southampton | 16,53 millions £ | 20,37 millions £ | 17,91 millions £ | 39,09 millions £ | 18,79 millions £ | [ 1 ]     |
| Nottingham  | 18,70 millions £ | 17,24 millions £ | 19,08 millions £ | 13,08 millions £ | 32,74 millions £ | [ 1 ]     |
| Liverpool   | 16,92 millions £ | 20,75 millions £ | 14,59 millions £ | 14,79 millions £ | 14,63 millions £ | [ 1 ]     |
| Manchester  | 17,99 millions £ | 19,40 millions £ | 14,58 millions £ | 12,22 millions £ | 12,69 millions £ | [ 1 ]     |
| Gloucester  | 19,33 millions £ | 19,40 millions £ | 13,89 millions £ | 21,49 millions £ | 15,77 millions £ | [ 1 ]     |
| York        | 20,48 millions £ | 19,79 millions £ | 17,50 millions £ | 11,78 millions £ | 21,88 millions £ | [ 1 ]     |
| Edinburgh   | 35,27 millions £ | 19,29 millions £ | 22,50 millions £ | 13,00 millions £ | 12,28 millions £ | [ 1 ]     |